# Rally de Ypres de 2016
El Rally de Ypres de 2016, oficialmente 52. Kenotek by CID LINE Ypres Rally, fue la quincuagésima segunda edición y la quinta ronda de la temporada 2016 del Campeonato de Europa de Rally. Se celebró del 23 al 25 de junio y contó con un itinerario de diecisiete tramos sobre asfalto que sumarón un total de 250,16 km cronometrados.
El ganador de la prueba fue el local Freddy Loix, quien ganó por undécima vez el evento; fue acompañado en el podio por sus compatriotas, Kris Princen y Bernd Casier.

## Itinerario
| Día                     | Tramo | Nombre                | Distancia | Ganador de la etapa | Automóvil       | Tiempo  | Líder de la general |
| ----------------------- | ----- | --------------------- | --------- | ------------------- | --------------- | ------- | ------------------- |
| Día 1 (24 de junio)     | SS1   | Dikkebus 1            | 12.61 km  | Bryan Bouffier      | Citroën DS3 R5  | 7:06.4  | Bryan Bouffier      |
| Día 1 (24 de junio)     | SS2   | Wijtschate 1          | 13.81 km  | Stéphane Lefebvre   | Citroën DS3 R5  | 7:55.4  | Bryan Bouffier      |
| Día 1 (24 de junio)     | SS3   | Mesen 1               | 7.48 km   | Vincent Verschueren | Škoda Fabia R5  | 4:17.6  | Bryan Bouffier      |
| Día 1 (24 de junio)     | SS4   | Langemark             | 12.56 km  | Stéphane Lefebvre   | Citroën DS3 R5  | 7:06.5  | Bryan Bouffier      |
| Día 1 (24 de junio)     | SS5   | Dikkebus 2            | 12.61 km  | Bryan Bouffier      | Citroën DS3 R5  | 6:57.4  | Bryan Bouffier      |
| Día 1 (24 de junio)     | SS6   | Wijtschate 2          | 13.81 km  | Bryan Bouffier      | Citroën DS3 R5  | 7:46.3  | Bryan Bouffier      |
| Día 1 (24 de junio)     | SS7   | Mesen 2               | 7.48 km   | Vincent Verschueren | Škoda Fabia R5  | 4:15.5  | Bryan Bouffier      |
| Día 2 (25 de junio)     | SS8   | Kemmelberg 1          | 13.60 km  | Stéphane Lefebvre   | Citroën DS3 R5  | 8:11.2  | Freddy Loix         |
| Día 2 (25 de junio)     | SS9   | Hollebeke 1           | 23.23 km  | Stéphane Lefebvre   | Citroën DS3 R5  | 13:01.5 | Freddy Loix         |
| Día 2 (25 de junio)     | SS10  | Reninge 1             | 14.50 km  | Stéphane Lefebvre   | Citroën DS3 R5  | 7:37.0  | Freddy Loix         |
| Día 2 (25 de junio)     | SS11  | Watou 1               | 14.29 km  | Stéphane Lefebvre   | Citroën DS3 R5  | 7:22.9  | Freddy Loix         |
| Día 2 (25 de junio)     | SS12  | Westouter-Boeschepe 1 | 19.28 km  | Stéphane Lefebvre   | Citroën DS3 R5  | 11:11.0 | Freddy Loix         |
| Día 2 (25 de junio)     | SS13  | Kemmelberg 2          | 13.60 km  | Stéphane Lefebvre   | Citroën DS3 R5  | 8:20.5  | Freddy Loix         |
| Día 2 (25 de junio)     | SS14  | Hollebeke 2           | 23.23 km  | Kris Princen        | Peugeot 208 T16 | 13:43.0 | Freddy Loix         |
| Día 2 (25 de junio)     | SS15  | Reninge 2             | 14.50 km  | Hermen Kobus        | Škoda Fabia R5  | 7:39.0  | Freddy Loix         |
| Día 2 (25 de junio)     | SS16  | Watou 2               | 14.29 km  | Hermen Kobus        | Škoda Fabia R5  | 7:27.0  | Freddy Loix         |
| Día 2 (25 de junio)     | SS17  | Westouter-Boeschepe 2 | 19.28 km  | Bernd Casier        | Ford Fiesta R5  | 11:10.6 | Freddy Loix         |
| Fuente:ewrc-results.com |       |                       |           |                     |                 |         |                     |

## Clasificación final
| Pos.                     | Piloto              | Copiloto          | Automóvil       | Equipo                     | Tiempo    | Puntos |
| ------------------------ | ------------------- | ----------------- | --------------- | -------------------------- | --------- | ------ |
| 1                        | Freddy Loix         | Johan Gitsels     | Škoda Fabia R5  | Autostal Duindistel        | 2:22:15.1 | 25+13  |
| 2                        | Kris Princen        | Peter Kaspers     | Peugeot 208 T16 | Peugeot Belgium Luxembourg | +56.8     | 18+10  |
| 3                        | Bernd Casier        | Pieter Vyncke     | Ford Fiesta R5  | Autostal Duindistel        | +1:19.8   | 15+6   |
| 4                        | Hermen Kobus        | Erik de Wild      | Škoda Fabia R5  | Kobus Tuning               | +1:27.0   | 12+6   |
| 5                        | Vincent Verschueren | Veronique Hostens | Škoda Fabia R5  | Vincent Verschueren        | +1:32.3   | 10+7   |
| 6                        | Pieter Tsjoen       | Eddy Chevaillier  | Ford Fiesta R5  | Autostal Duindistel        | +2:29.9   | 8+3    |
| 7                        | Jaromír Tarabus     | Daniel Trunkát    | Škoda Fabia R5  | T&T Czech National Team    | +2:49.2   | 6      |
| 8                        | Claudie Tanghe      | Filip Cuvelier    | Ford Fiesta R5  | Claudie Tanghe             | +3:52.0   | 4      |
| 9                        | Kevin Demaerschalk  | Bram Eelbode      | Citroën DS3 R5  | Autostal Duindistel        | +5:45.9   | 2      |
| 10                       | Antonín Tlusťák     | Ladislav Kučera   | Škoda Fabia R5  | Tlusťák Racing             | +7:46.0   | 1      |
| Fuente: ewrc-results.com |                     |                   |                 |                            |           |        |